# Козырев (Харьковская область)
Козырев (укр. Козирів) — село, 
Владимировский сельский совет,
Сахновщинский район,
Харьковская область.
Код КОАТУУ — 6324881502. Население по переписи 2001 года составляет 72 (29/43 м/ж) человека.

## Географическое положение
Село Козырев находится на расстоянии в 2,5 км от реки Орель (правый берег).
В 1 км находится село Владимировка.
По селу протекает пересыхающий ручей с запрудой.

## История
- 1875 — дата основания.